# Wilhelm Moritz Keferstein
Wilhelm Moritz Keferstein (Winsen, 1833. június 7. – Göttingen, 1870. január 25.) német természettudós, zoológus és egyetemi tanár. Több hüllőt és kétéltűt is ő írt le először. Zoológiai szakmunkákban nevének rövidítése: „Keferstein”.
Kezdetben Hannoverben tanult, majd a Göttingeni Egyetem professzora lett. Tudományos munkákban nevének rövidítése Keferstein.